# کوسمین موج
کوسمین موج (به انگلیسی: Cosmin Muj) ژیمناست زادهٔ ۶ نوامبر ۱۹۸۸ میلادی اهل کشور رومانی است.